# Château de Chamilly
Le château de Chamilly est situé sur la commune de Chamilly en Saône-et-Loire, sur la route qui suit l'étroite vallée reliant Chagny à Aluze. L'édifice est inscrit au patrimoine des monuments historiques depuis le 16 février 2015.

## Description
La cour est entourée par des bâtiments agricoles et un corps de logis principal comprenant sur la gauche une tour arrondie. Au XVIIe siècle, un bâtiment de style classique et un bâtiment en retour d'équerre ont été ajoutés.
Le château, propriété privée, ne se visite pas.

## Historique

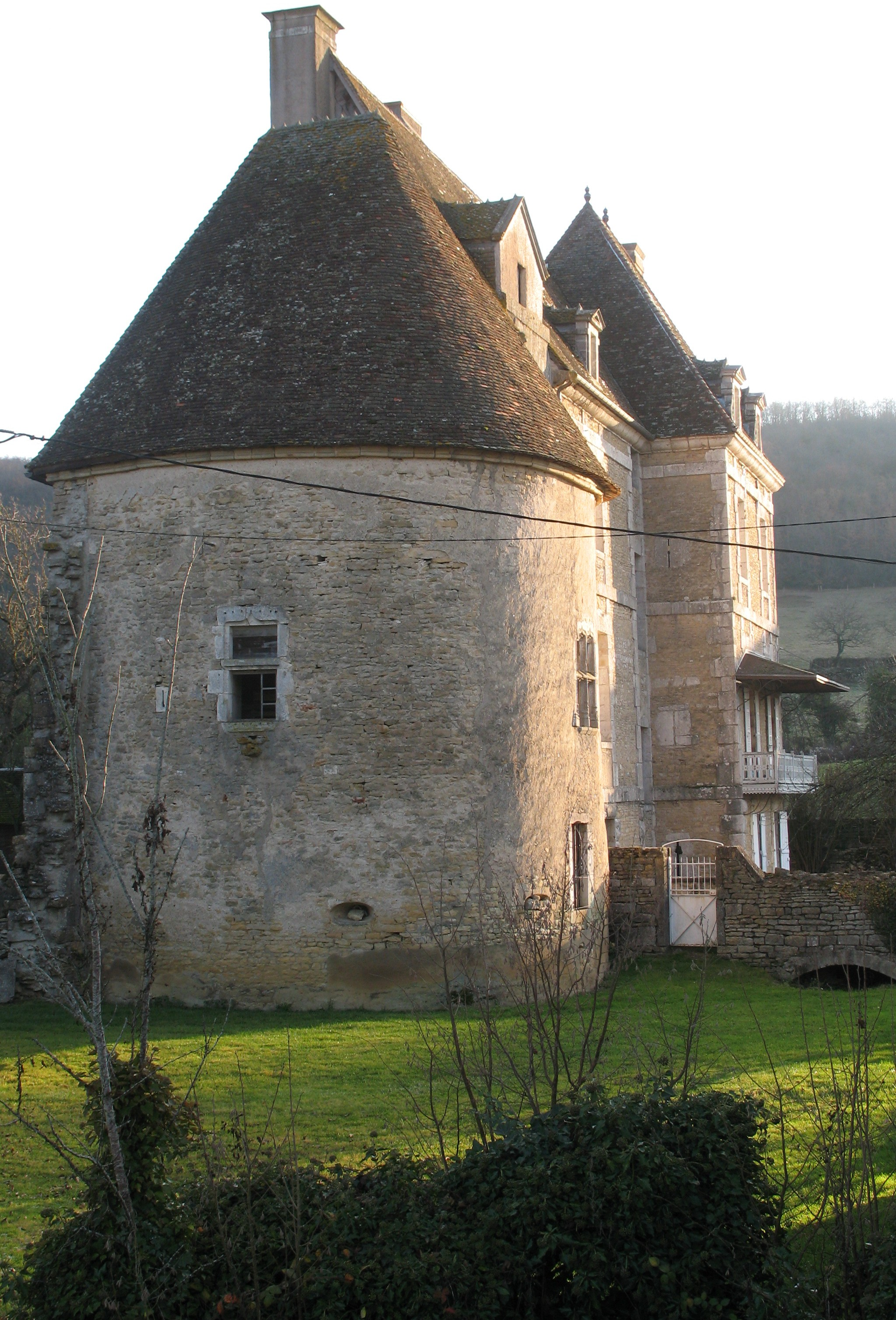
La tour du château de Chamilly.

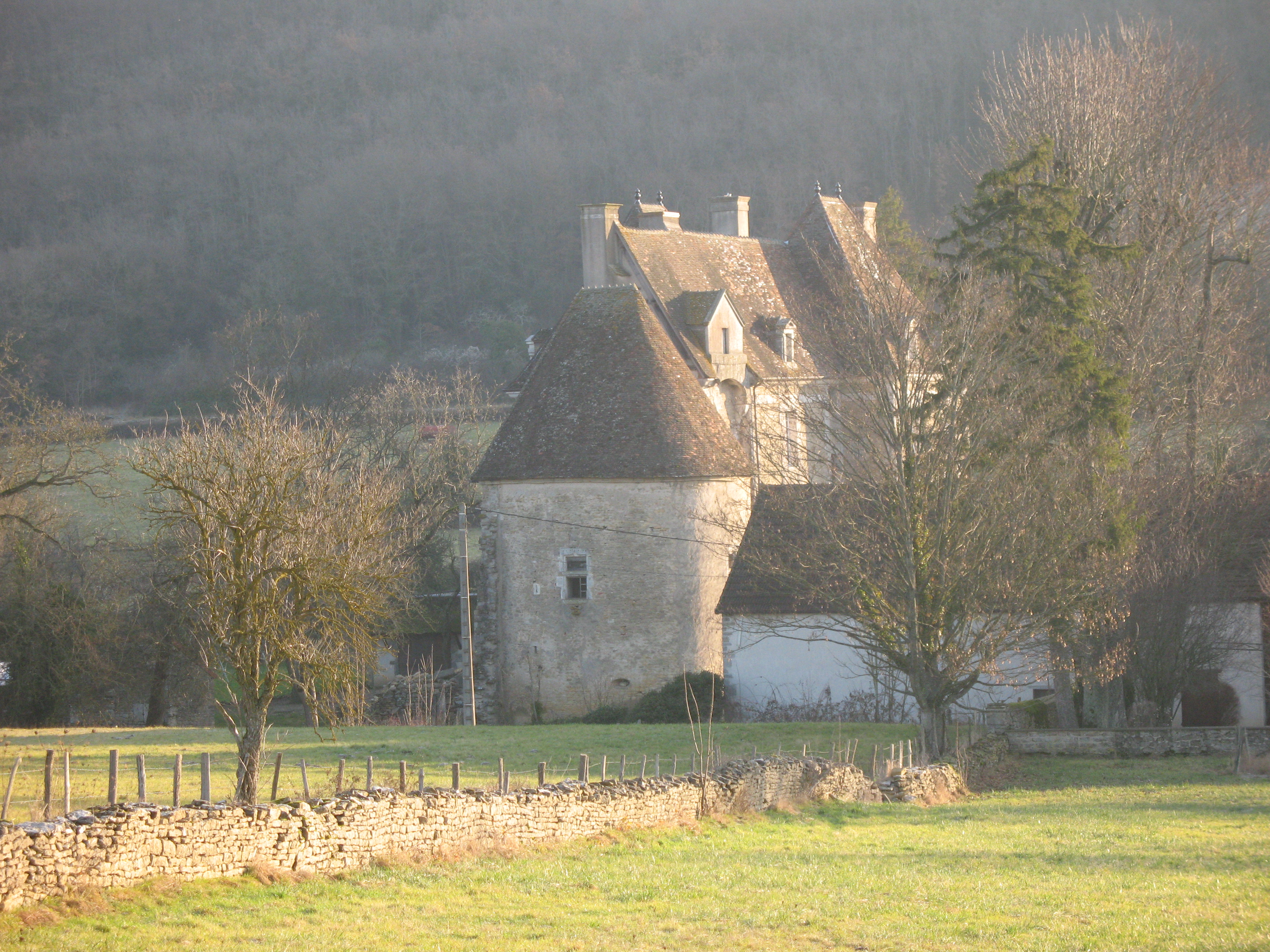
Le château de Chamilly.

- XIIe siècle : les sires de Chamilly habitent vraisemblablement dans un premier château construit en dehors du village actuel.
- Fin du XIIIe siècle : l'existence d'une maison-forte est attestée.
- 1388 : le château passe à Jean de Savianges.
- Vers 1400 : il passe à Pierre de Semur.
- Vers 1440 : il passe à Jean Petitjean. Seigneur de Chanceau-les-Marcigny, de Chamilly-en-Chalonnais, de Saint-Martin-du-Lac, époux d'Ysabeau de la Porte, et père de Jean Petitjean, abbé de l'abbaye de Saint-Martin d'Autun.
- Vers 1500 : il échoit aux Moroges.
- 1543 : Claudine de Moroges apporte la seigneurie à Jacques Bouton, son époux.
- 1644 : Louis XIV érige la seigneurie en comté en récompense des services rendus par Nicolas Bouton, seigneur, puis comte de Chamilly, baron de Montaigu, petit-fils des précédents (ayant défendu Stenay durant quarante-cinq jours, il était devenu maréchal de camp)[2].
- 1662 : à la mort du précédent, Hérard Bouton, son fils, lui succède (il suit le duc d'Enghien en Espagne où il combat contre la France, est amnistié par Louis XIV après le Traité des Pyrénées et devient maréchal de camp et gouverneur du château de Dijon ; son frère, Noël Bouton, est le possible destinataire des  Lettres d'une religieuse portugaise).
- 1672 : Hérard Bouton meurt pendant la campagne de Hollande ; son neveu, Louis-François Bouton, lui aussi maréchal de camp, lui succède.
- 1776 : par Suzanne Martel, petite-fille du précédent, le fief échoit à Armand Joseph de Béthune, duc de Chârost.
- 1794 : le fils des précédents, dernier seigneur de Chamilly, meurt sur l'échafaud.